# Frasinu, Giurgiu
Frasinu este un sat în comuna Băneasa din județul Giurgiu, Muntenia, România. La recensământul din 2002 avea o populație de 621 locuitori.